# تپه شهر سوخته ۱۸۸
تپه شهر سوخته ۱۸۸ مربوط به هزاره سوم و ۲ قم است و در شهرستان زابل، بخش شیب آب، دهستان لوتک، روستای حومه شهر سوخته، ۱۲/۱۰ کیلومتری جنوب شرقی پایگاه باستانشناسی شهر سوخته واقع شده و این اثر در تاریخ ۱۵ اسفند ۱۳۸۵ با شمارهٔ ثبت ۱۷۹۶۵ به‌عنوان یکی از آثار ملی ایران به ثبت رسیده است.